# Für Köln! Der Hooligan-Kodex
Für Köln! Der Hooligan-Kodex ist ein 2022 erschienenes, weitgehend autobiografisches Buch des Kölner Fußball-Hooligans Biniak. Der Autor thematisiert in seinem Buch sein Leben als Fußballgewalttäter, von seinen Anfängen als Teenager, seiner Einführung in die Kölner Halbwelt bis zu seinem Heranreifen als Rädelsführer im Anhang des 1. FC Köln und letztlich seinem Ausstieg aus den gewalttätigen Gruppen.
Das Buch, auch als „Kölner Backstein“ bekannt, wurde sowohl in der Domstadt als auch bundesweit positiv aufgenommen. Dies liegt nicht zuletzt daran, dass Biniak in Köln lokale Bekanntheit genießt und seine Schilderungen von Dritten verifiziert wurden.
Kritiker werfen dem Verfasser ungeachtet seiner beschriebenen Selbstreflexion und gewonnenen Reife mangelnde Differenzierung und Distanzierung vor; vor allem sehen sie keine echte Reue in den Darlegungen des Verfassers hinsichtlich seiner gewalttätigen Vergangenheit.

## Inhalt
In insgesamt zwölf Kapiteln sowie einem Prolog und einem Epilog schildert der Autor Schlüsselerlebnisse aus seiner Vergangenheit. Dabei beschränkt er sich nicht auf allein fußballerische bzw. gewalttätige Ereignisse, sondern bemüht sich um eine Einordnung der Fanszene des 1. FC Köln in einen größeren lokalpatriotischen Zusammenhang. So leitet er quasi aus der Bedeutung der „Colonia Claudia Ara Agrippinensium“ der Römerzeit das kölnische stadtbürgerliche Selbstverständnis ab, das ungeachtet der größeren gesellschaftlichen und politischen Umwälzungen bis in die Gegenwart besteht und die besondere Beziehung der Kölner zu ihrer Stadt erklärt. Diverse Textpassagen sind in kölscher Mundart und kölnischem Dialekt verfasst.

## Form und Erzählperspektive
Weitgehend als „non-fictional first-person narrative“ gehalten, schildert Biniak unmittelbar und durchaus fesselnd von seinem Aufwachsen in Köln, seinen ersten durchlebten Bewährungsproben in der kriminellen Unterwelt Kölns und schließlich seiner Aufnahme in die Führungsriege der „Cologne Street Fighters“, der maßgeblichen gewaltbereiten Gruppierung innerhalb der Kölner Hooligans.
Aus der Ich-Perspektive des autobiografischen Erzählers erlebt der Leser die Wegpunkte seiner Entwicklung vom Heranwachsenden bis hin zum Familienvater sowie den letztlich schwierigen Prozess der Loslösung vom Fußball und seinem Umfeld.
Der Text wird zyklisch ergänzt durch Zitate aus philosophischen Quellen (Camus), aus der Politik (Adenauer, Kissinger), der Literatur (Orwell, Knigge), der Kriegskunst und der Populärkultur (Bläck Fööss, Willi Ostermann). In Exkursen werden das ehemalige Stadion Köln-Müngersdorf gewürdigt, Anführer gegnerischer „Hooligan Firms“ kommen zu Wort und der Fananwalt der FC-Anhängerschaft wird vorgestellt. Zudem versucht sich der Schriftsteller als Lyriker („De Bajaasch“).

## Zur Schwerpunktsetzung durch die Kapitelthemen
Mit dem Prolog „Ackermatch. Die Besten im Westen“ geht der Autor gleich in medias res. „Ackermatches“ sind die verabredeten, also organisierten Treffen zweier oder mehrerer rivalisierender Hooligan-Gruppen meist fernab der Innenstädte und Sportstätten irgendwo an der Peripherie. Durch die enge polizeiliche Überwachung von Fußballspielen und den An- und Abreisewegen an Spieltagen ist ein gewalttätiger Kontakt zwischen den jeweiligen „Banden“ kaum sanktionslos möglich. So treffen sie sich stattdessen nach vorheriger Absprache mit großer zeitlicher und räumlicher Distanz zum Fußballgeschehen, um dann ohne Intervention durch Dritte oder Gefährdung Unbeteiligter in kurzen, überaus heftigen Schlägereien auf „Feld, Wald und Wiese - nach ungeschriebenen, aber in der Szene festverwurzelten Gesetzen“, aufeinander loszugehen.
Biniak schildert pars pro toto ein solches Treffen mit dem harten Kern von Eintracht Frankfurt. Die Frankfurter Hools gehen aus diesem Ackermatch als Sieger hervor, aber der Autor bedankt sich im Nachgang: „Ohne Hass, nur Sport. Danke! Frankfurt – Daumen hoch!“
Dem Verständnis der vom Fußballanlass losgelösten Prügeltreffen als sportliche Faustkämpfe wird in der Folgezeit immer wieder Ausdruck verliehen.
Kapitel 1 („Das heilige Köln“) hat im Gesamttext eine Sonderstellung; der Schriftsteller als Autobiograf tritt zurück zugunsten einer eher analytisch-historischen Betrachtung seiner Heimatstadt, die erkennbar den Zweck hat, Köln als bedeutende Siedlung und Stadt hervorzuheben und den Lokalpatriotismus der Kölner zu erklären.
Diese historisierende Herangehensweise wird dann im nächsten Kapitel beibehalten, in dem es um die frühen Fanklubs und organisierten Anhänger des 1. FC Köln in den Siebzigerjahren geht. Das Werk spannt den Bogen aller Stadiongenerationen von Kuttenfans, Fußballrockern, Hooligans bis zu den heutigen in den Stadien dominierenden „Ultras“.
Die Musikrichtung „Techno“ hatte vor allem in den ausgehenden Achtzigern und frühen Neunzigern erhebliche Bedeutung unter Jugendlichen und jungen Erwachsenen. Biniak widmet dieser Zeit ein eigenes Kapitel, in dem die Diskothek „Warehouse“ in Köln-Bickendorf eine Sonderstellung einnahm. Der Protagonist legt zudem dar, welche maßgebliche Rolle die diversen Designerdrogen in jener Zeit und in diesem Umfeld spielten.
In den Kapiteln „Das Kreuz mit Bayer“, „Glück auf!“ sowie „Die Macht im Rheinland“ werden Erlebnisse mit den maßgeblichen Rivalen der FC-Fans im Großraum Rhein-Ruhr geschildert: Spiele gegen Bayer Leverkusen, Mönchengladbach, Fortuna Düsseldorf sowie Schalke 04 und die mit diesen Partien einhergehenden „sportlichen“ Treffen der Anhängerschaften. Der Autor macht deutlich, dass solche Derbies vielfach eine eigene Historie entwickelt haben, die im gemeinschaftlichen Gedächtnis der Fans über Jahrzehnte fortbestehen.
In diesem Zusammenhang wird rückblickend der Begriff „Das Rheinlandkleeblatt“ geprägt, da die Kontrahenten der Szenen sich im „Feindatlas; aneinander rieben, maßen und wuchsen“.
Fortwährend werden gemeinsame Erlebnisse, die Einstellung und das gute Verhältnis zur Fanpolizei („Schmier“), sogenannte SKB’s als Begleiter ins Erwachsenwerden beschrieben.
Nach einem Exkurs in die ostdeutsche Fußballszene in der Nachwendezeit („Der wilde Osten“) widmet sich Biniak dann seinen Fahrten mit der deutschen Nationalmannschaft. Die Ereignisse kulminieren schließlich in der schweren Verletzung des französischen Polizisten Daniel Nivel bei der Fußballweltmeisterschaft 1998 in Frankreich. Der Autor reist, über zwanzig Jahre nach dem Ereignis, nochmals an den Ort des Geschehens, um für den dauerhaft behinderten Nivel zu beten.
Im Kapitel „Biniak“, dem letzten des Buches, erfährt der Leser endlich umfassend, mit wem er es zu tun hat. Der Autor zeichnet sich als „kölsche Jung“, der frühzeitig seine Eltern verliert, in Frau und Tochter jedoch den Rückhalt findet, der es ihm ermöglicht, neue Lebensziele für sich zu erkennen und sich von den Gewalttaten des Fußballumfelds zu distanzieren.

## Wirkung auf Fußballszene und Gesellschaft
Aufgrund der glaubhaft beschriebenen Erinnerungen und der akribischen historischen Recherche wird die Lektüre in der Fankultur als authentischer Meilenstein eingestuft. Sie trägt zum Verständnis einer schwindenden gewaltbereiten Fußballszene bei und vermittelt dem Leser den 'berühmten Schlüssellocheffekt'.
Aus subjektiver Perspektive beschreibt der Autor die Entstehung des gewaltbereiten Jugendphänomens nicht als kriminelles Verhalten im Fußball, sondern deutet den Hooliganismus als eine gesellschaftliche Strömung. Die Fußballrowdys werden dabei als Kampfsportler in einem Mannschaftswettbewerb und als letzte Sandkörner im großen Getriebe beschrieben. Der vielbeschworene Ehrenkodex wird als ein Leben nach festen (Faust)regeln idealisiert, geprägt von ungeschriebenen, aber in der deutschen Szene fest verankerten Gesetzen und Ansichten, dem sogenannten 'Hooligan-Knigge' – einer Art Benimmbuch.
Möglicherweise vermittelt die exklusive Coming-of-Age-Geschichte ein weitaus realistischeres, menschlicheres und faszinierenderes Bild als das eindimensionale Image, das die übrige Gesellschaft von den Hooligans hat. „Hooligans sind keine Bande von Sozialfällen, keine reinen Schlägertypen, sondern junge und erfolgreiche Leistungsträger aus der Mitte der Gesellschaft (wenngleich, das versteht sich, man auch immer ein paar Leute aus dem Miljö dabei hat).“ – Zitat S. 199
Der studierte Autor nimmt den Leser mit auf eine Zeitreise in den Sturm der Schlacht, beleuchtet die Strukturen von Mobführern bis hin zu Mitläufern sowie den Szenejargon. Dabei vermittelt das Buch nachvollziehbare Werte wie Gemeinschaft und Zusammenhalt und wird als trojanisches Pferd für tiefere Botschaften angesehen.

## Rezeption
„Für Köln! Der Hooligan-Kodex“ ist in der bundesweiten Fanlandschaft sowie gesellschaftlich gut aufgenommen worden. Bei amazon.de rangierte das Buch in den Monaten seiner Veröffentlichung lange in den oberen Verkaufsrängen, ebenso schaffte es den Sprung in die erweiterte Spiegel-Bestsellerliste.
In einschlägigen Fußballpodcasts u. a. „DWIDSwoch“, „Alles außer Schickimicki“, „Heiße Kurven, treue Typen“ wurde „FÜR KÖLN! Der Hooligan-Kodex“ thematisiert.

## Adaptionen
Mittlerweile ist eine Hörbuchversion des Werkes verfügbar, die von Audio Quants produziert und von Roland Geiger gesprochen wurde. Sie belegte die ersten Plätze im Ranking der Hörbestsellerlisten.
Des Weiteren ist ein Skript für Drehbuchautor und Produktionsgesellschaften für eine mögliche Verfilmung oder Theateraufführung verfügbar.